# 本町 (仙台市)
本町（ほんちょう）は、宮城県仙台市青葉区の町丁。郵便番号は980-0014。人口は2069人、世帯数は1367世帯（2022年1月1日現在）。現行行政地名は本町一丁目から本町三丁目であり、全域で住居表示を実施している。
仙台市都心部の街として、宮城県庁舎や東北管区警察局、東北電力本店といった行政機関や公共事業関連企業の庁舎や本店が建ち並び、官公庁街を構成している。また昔ながらの商店街などもある。

## 地理

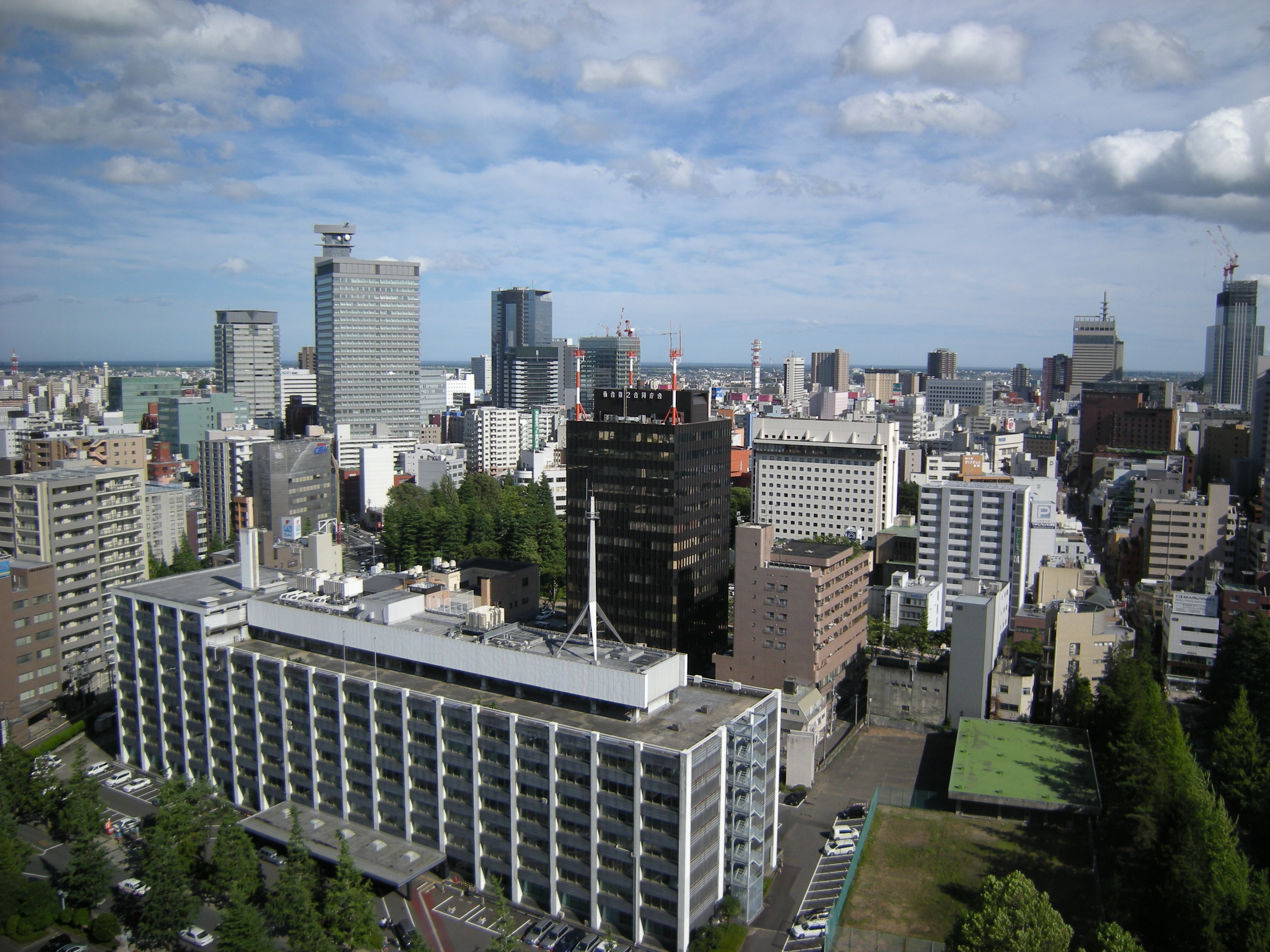
本町三丁目の宮城県庁舎から一丁目、二丁目方向の景観。

仙台市都心部北寄りに位置し、一丁目から三丁目からなる。北側が上杉、南側が中央、東側が錦町と花京院、西側が国分町となっている。

### 一丁目
東側を駅前通、南側を広瀬通り、西側を愛宕上杉通、北側を定禅寺通で囲まれる街区である。また、街区の中を花京院通（国道45号）が通っている。東北電力の本店ビルであるエナジースクエア、仙台CATVの本社、大樹生命仙台本町ビル（AZUR仙台）などが建つ。

### 二丁目
東側を愛宕上杉通、南側を広瀬通り、西側を東二番丁通り、北側を定禅寺通（国道45号）で囲まれる街区である。街区内を東西に通る元寺小路は、明治時代から続く「本町・家具の街」として知られる。街区の北東に錦町公園がある。NHK仙台放送局、河合塾仙台校中央校舎、仙台本町三井ビルディングなどが建つ。NHK仙台放送局の立地はホテル仙台プラザの跡地である。
また、この街区内には「本町七坂五横丁」と呼ばれる7つの坂と5つの横丁がある。7つの坂とは銀杏坂、きらら坂、桜坂、思案坂、忍坂、元貞坂、宵待坂で、5つの横丁とは赤井横丁、亜米利加横丁、極楽横丁、しろい横丁、そぞろ横丁である。

### 三丁目
東側を愛宕上杉通、南側を定禅寺通、西側を勾当台通、北側を北一番丁通りで囲まれる街区である。街区の南西に勾当台公園がある。宮城県庁舎、仙台合同庁舎、仙台国税局などが建つ。

## 歴史
1970年（昭和45年）2月1日の住居表示施行により生まれた地名である。

## 交通

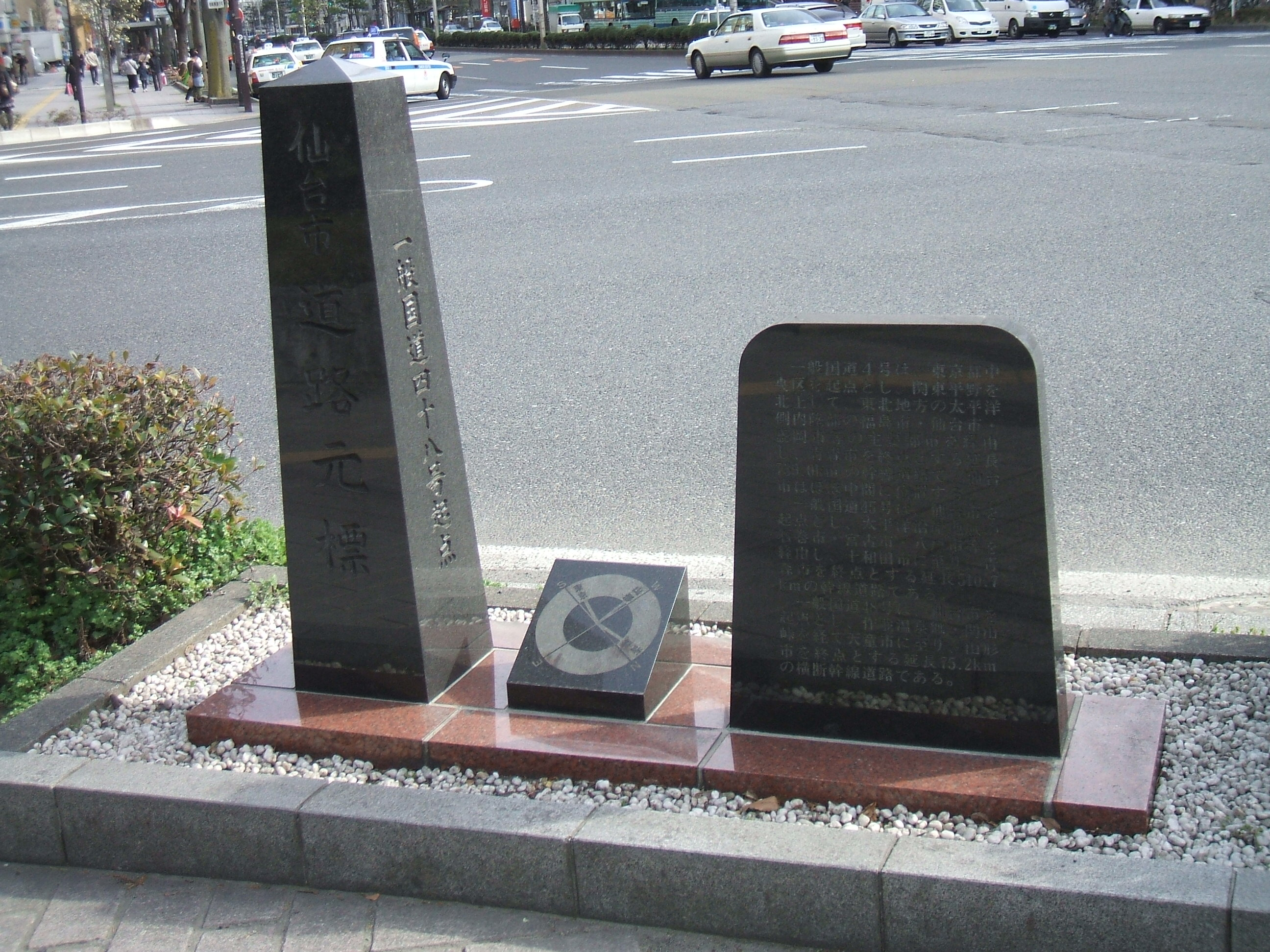
仙台市道路元標。

仙台市地下鉄南北線の広瀬通駅が広瀬通りの東三番丁通りと東四番丁通りの間の区間の地下にあり、同線の勾当台公園駅が勾当台通の定禅寺通と表小路の間の区間の地下にある。
地内にある東二番丁定禅寺通交差点はかつての国道4号（陸羽街道）が経由し現在も複数国道の起点となっている仙台市街地屈指の重要交差点で、交差点の角には仙台市道路元標が設置されている。

## 類似地名
仙台市内には本町と付く地名がいくつかある。
青葉区本町
当地。1970年（昭和45年）2月1日施行。
太白区八木山本町
八木山ベニーランドや仙台市八木山動物公園など、八木山の主要施設が集まり、アクセス道路が集中する地区。施行年不明。
太白区鹿野本町
旧笹谷街道起点の旧長町宿と下り第一宿駅の旧鈎取宿の中間辺り、木流堀並走区間沿いにあり、八木山から下りてくる道や旧道などが交わる地区。1973年（昭和48年）施行。
太白区鈎取本町
鈎取宿があった鈎取字町を中心とした地区。1984年（昭和59年）施行。1970年（昭和45年）から1992年（平成4年）まで鈎取本町を貫く旧笹谷街道は国道286号だったが、翌年よりバイパスである秋保通のみが国道286号となり、旧笹谷街道は市道鹿野人来田線に降格となった。
太白区山田本町
旧笹谷街道沿いで旧鈎取宿よりやや下ったところにある地区。1984年（昭和59年）施行。
泉区市名坂字本町
小字。七北田川北岸（左岸）の松島丘陵南縁を縁取るように通る古くからの旧道沿いにある（バイパスとして宮城県道35号泉塩釜線が供用）。小規模な扇状地の扇端辺りにあり、旧道沿いに泉市名坂簡易郵便局がある。